# 任玉岭
任玉岭（1938年10月—），男，河南遂平人，中国生物技术专家、经济学家，曾任第八、九、十届全国政协委员，国务院参事。